# Alan Dale
Alan Hugh Dale (Dunedin, 1947. május 6. –) új-zélandi színész.
Legismertebb alakítása Jim Robinson a Szomszédok című sorozatban. A The Young Doctors című sorozatban is szerepelt.

## Fiatalkora
1947. május 6-án született Dunedinben. Négy gyermek közül Dale élvezte a gyermekkorát, de családja viszonylag szegény volt. 13 évesen, televízió nélkül nőtt fel Új-Zélandon, imádta a színházat és az amatőr színjátszást. 13 évesen, egy iskolai koncerten lépett fel először, ahol a komikus Shelley Berman utánzatát adta elő. Miután északra költözött, szülei alapító tagjai lettek egy aucklandi amatőr színháznak, a "The Little Dolphin Theatre"-nek. Dale gyakran működtette az időjárási effektusok előállításához használt színpadi berendezéseket.
Képzett rögbijátékos volt, de úgy döntött, hogy inkább a színészet felé fordul, mert "a színészegylet nem szerette a focistákat, a focisták pedig nem szerették a színészeket. 21 éves korában hagyta abba a rögbit, mert akkoriban nem tartották működőképes karriernek, és el kellett tartania a családját. A színészi szerepek korlátozottak voltak Új-Zélandon, ezért  többféle munkát vállalt, többek között férfi modellként, autókereskedőként és ingatlanügynökként. Miközben tejesként dolgozott, hallotta, hogy a helyi rádióállomás lemezlovasa egy adás közben felmondott. Átment az állomásra, és azt mondta a vezetőknek, hogy ő jobban is tudná végezni a munkáját. Próbaadást adtak neki, majd leszerződtették a délutáni műsorba. 27 éves korában úgy döntött, hogy hivatásos színész lesz.

## Pályafutása
1979 és 1982 között a The Young Doctors című sorozatban szerepelt. 1985 és 1993 között a Szomszédok című sorozatban szerepelt. 1999-ben szerepelt a Célpontban az elnök lánya című filmben. 2000 és 2001 között a Vészhelyzet című sorozatban szerepelt 2002-ben az Ügyvédek című sorozatban szerepelt. Még ebben az évben a Star Trek – Nemezis című filmben szerepelt. 2003 és 2005 között A narancsvidék című sorozatban szerepelt. 2006 és 2007 között a Ki ez a lány? című sorozatban szerepelt. 2009-ben a Moving Wallpaper című sorozatban szerepelt. 2011-ben a Kaliforgia című sorozatban szerepelt. 2011 és 2013 között az Egyszer volt, hol nem volt című sorozatban szerepelt. 2012 és 2013 között szerepelt a Vérmes négyes című sorozatban. 2014-ben a Bukott angyalok című sorozatban szerepelt.

## Magánélete
1968-ban feleségül vette barátnőjét, Claire-t. A párnak két gyermeke született, Simon és Matthew. 1979-ben válással végződött a házasságuk.
1990. április 8-án feleségül vette Tracey Pearsont, az 1986-os Miss Ausztráliát, akit az 1986-os ausztrál nagydíjon ismert meg, amikor a lány 21, ő pedig 39 éves volt. Két gyermeke is van ebből a házasságból, Daniel és Nick.

## Filmográfia

### Filmek
| Év   | Magyar cím                                    | Eredeti cím                                        | Szerep                | Magyar hang     |
| ---- | --------------------------------------------- | -------------------------------------------------- | --------------------- | --------------- |
| 1989 |                                               | Houseboat Horror                                   | Evans                 |                 |
| 2002 | Star Trek – Nemezis                           | Star Trek: Nemesis                                 | Hiren Praetor         | Bitskey Tibor   |
| 2002 |                                               | Rent Control                                       | George                |                 |
| 2003 | Extrém csapat                                 | The Extreme Team                                   | Richard Knowles       |                 |
| 2003 | Hollywoodi őrjárat                            | Hollywood Homicide                                 | Preston parancsnok    | Áron László     |
| 2004 |                                               | Straight Eye: The Movie                            | Kelly apja            |                 |
| 2004 | Az utolsó gyémántrablás                       | After the Sunset                                   | Biztonsági főnök      | Kajtár Róbert   |
| 2008 | Indiana Jones és a kristálykoponya királysága | Indiana Jones and the Kingdom of the Crystal Skull | Bob Ross tábornok     | Horányi László  |
| 2011 |                                               | Happy New Year                                     | Bill                  |                 |
| 2011 | Egy kis Mennyország                           | A Little Bit of Heaven.                            | Dr. Sanders           | Kajtár Róbert   |
| 2011 | A pap – Háború a vámpírok ellen               | Priest                                             | Monsignor Chamberlain | Barbinek Péter  |
| 2011 | Ne félj a sötéttől!                           | Don't Be Afraid of the Dark                        | Jacoby                |                 |
| 2011 | A tetovált lány                               | The Girl with the Dragon Tattoo                    | Isaksson nyomozó      |                 |
| 2012 | Aranyhaj – Örökkön örökké                     | Tangled Ever After                                 | pap (hang)            | Versényi László |
| 2014 | Amerika Kapitány: A tél katonája              | Captain America: The Winter Soldier                | Rockwell tanácsos     | Barbinek Péter  |
| 2014 | Grace – Megszállottság                        | Grace                                              | John atya             |                 |
| 2015 | Törtetők                                      | Entourage                                          | John Ellis            | Barbinek Péter  |

### Televíziós szerepek
| Év                   | Magyar cím                               | Eredeti cím                             | Szerep                             | Megjegyzések                            |
| -------------------- | ---------------------------------------- | --------------------------------------- | ---------------------------------- | --------------------------------------- |
| 1979–1982            |                                          | The Young Doctors                       | Dr. John Forrest                   | főszereplő                              |
| 1985–1993, 2018–2019 | Szomszédok                               | Neighbours                              | Jim Robinson                       | főszereplő                              |
| 1986                 |                                          | The Far Country                         | Dave Marshall                      | tévéfilm                                |
| 1994                 |                                          | Janus                                   | Richard Issacs                     | mellékszereplő                          |
| 1994                 | Time Trax – Hajsza az időn át            | Time Trax                               | Mr. Bergdorf                       | 1 epizód                                |
| 1995                 | Űrháború 2063                            | Space: Above and Beyond                 | Borman kolóniai kormányzó          | 1 epizód                                |
| 1997                 |                                          | Frontline                               | Dave                               | 1 epizód                                |
| 1997                 | Blue Heelers: Kisvárosi zsaruk           | Blue Heelers                            | Rod Wright                         | 1 epizód                                |
| 1997–1998            |                                          | State Coroner                           | Dudley Mills                       | 8 epizód                                |
| 1999                 | A rakomány neve: Halál                   | Alien Cargo                             | Eichhorn, delfin felfedező         | tévéfilm                                |
| 1999                 | Célpontban az elnök lánya                | First Daughter                          | Daly                               | tévéfilm                                |
| 2000                 | Az elveszett világ                       | Sir Arthur Conan Doyle's The Lost World | Phelan                             | 1 epizód                                |
| 2000–2001            | Vészhelyzet                              | ER                                      | Al Patterson                       | 4 epizód                                |
| 2001                 |                                          | The Lone Gunmen                         | Michael Wilhelm                    | 1 epizód                                |
| 2001                 |                                          | Philly                                  | Bruce Frohman                      | 1 epizód                                |
| 2002                 | X-akták                                  | The X-Files                             | Fogpiszkáló ember                  | 3 epizód                                |
| 2002                 |                                          | American Dreams                         | Andrews kapitány                   | 1 epizód                                |
| 2002                 | Ügyvédek                                 | The Practice                            | Robert Brenford                    | 2 epizód                                |
| 2002–2003            | Az elnök emberei                         | The West Wing                           | Mitch Bryce kereskedelmi miniszter | 2 epizód                                |
| 2003                 | JAG – Becsületbeli ügyek                 | JAG                                     | Tom Morrow, az NCIS igazgatója     | 2 epizód                                |
| 2003                 | CSI: Miami helyszínelők                  | CSI: Miami                              | Dubay, kanadai főkonzulátus        | 1 epizód                                |
| 2003–2004            | 24                                       | 24                                      | Jim Prescott                       | 8 epizód magyar hangja Szokolay Ottó    |
| 2003–2005            | A narancsvidék                           | The O.C.                                | Caleb Nichol                       | főszereplő magyar hangja Koroknay Géza  |
| 2003–2016            | NCIS                                     | NCIS                                    | Tom Morrow                         | mellékszereplő                          |
| 2004                 | Bostoni halottkémek                      | Crossing Jordan                         | Carl Logan                         | 1 epizód                                |
| 2005                 |                                          | E-Ring                                  | Raymond Metcalf                    | 1 epizód                                |
| 2006–2010            | Lost – Eltűntek                          | Lost                                    | Charles Widmore                    | 17 epizód                               |
| 2006–2007            | Ki ez a lány?                            | Ugly Betty                              | Bradford Meade                     | főszereplő magyar hangja Szélyes Imre   |
| 2008                 | Torchwood                                | Torchwood                               | Dr. Aaron Copley                   | 1 epizód                                |
| 2008                 |                                          | Midnight Man                            | Donald Hagan                       | 2 epizód                                |
| 2008                 | A Partiőrség                             | Sea Patrol                              | Ray Walsman                        | 6 epizód                                |
| 2008–2011            | Törtetők                                 | Entourage                               | John Ellis                         | 5 epizód magyar hangja Barbinek Péter   |
| 2009                 | Slágermájerek                            | Flight of the Conchords                 | Ausztrál nagykövet                 | 1 epizód                                |
| 2009                 |                                          | Moving Wallpaper                        | önmaga / John Priest               | 6 epizód                                |
| 2009                 | Esküdt ellenségek: Különleges ügyosztály | Law & Order: Special Victims Unit       | Joshua Koehler                     | 1 epizód                                |
| 2010                 |                                          | Important Things with Demetri Martin    | Mob Boss                           | 1 epizód                                |
| 2010                 | Minden lében négy kanál                  | Burn Notice                             | Mr. Bocklage                       | 1 epizód                                |
| 2010                 |                                          | Undercovers                             | James Kelvin                       | 5 epizód                                |
| 2011                 | Kaliforgia                               | Californication                         | Lloyd Alan Phillips Jr.            | 1 epizód                                |
| 2011                 | Végzetes jóslat                          | Doomsday Prophecy                       | Slate tábornok                     | tévéfilm magyar hangja Barbinek Péter   |
| 2011                 | A célszemély                             | Person of Interest                      | Kohl                               | 1 epizód                                |
| 2011–2012            | Gyilkosság                               | The Killing                             | Eaton szenátor                     | 6 epizód                                |
| 2011–2013, 2017      | Egyszer volt, hol nem volt               | Once Upon a Time                        | Spencer / György király            | 9 epizód magyar hangja Áron László      |
| 2012                 | Gátlástalanok                            | House of Lies                           | Jonathan Strauss                   | 1 epizód                                |
| 2012                 |                                          | Unsupervised                            | Sid                                | 1 epizód                                |
| 2012–2013            | Vérmes négyes                            | Hot in Cleveland                        | Sir Emmett Lawson                  | 8 epizód                                |
| 2014                 | A hidegsebész                            | Body of Proof                           | Emmett Harrington                  | 1 epizód                                |
| 2014                 |                                          | The Mindy Project                       | Alfred                             | 1 epizód                                |
| 2014                 |                                          | Auckland Daze                           | önmaga                             | 3 epizód                                |
| 2014                 | Bukott angyalok                          | Dominion                                | Edward Riesen                      | főszereplő magyar hangja Barbinek Péter |
| 2016                 | Titkok a város mögött                    | Secret City                             | Martin Toohey                      | főszereplő                              |
| 2016                 |                                          | Graves                                  | Trevor Lloyd                       | 1 epizód                                |
| 2017                 | Homeland – A belső ellenség              | Homeland                                | Morse                              | 1 epizód                                |
| 2017                 | Aranyhaj: Az örökkön örökké előtt        | Tangled: Before Ever After              | Bíboros (hang)                     | tévéfilm magyar hangja Pálfai Péter     |
| 2017–2021            | Dinasztiák                               | Dynasty                                 | Joseph Anders                      | főszereplő                              |
| 2019                 | Aranyhaj: A sorozat                      | Tangled: The Series                     | Bíboros (hang)                     | 1 epizód magyar hangja Pálfai Péter     |